# Inés Peraza
Inés Peraza, född 1424, död 1503, var en spansk (kastiliansk) adelskvinna. 
Hon var spansk territoriell vasall av Kanarieöarna efter sin far, och gjorde anspråk på titeln "drottning av Kanarieöarna" mellan 1452 och 1477. Hon avträdde 1477 formellt sin förläning till Ferdinand och Isabella.